# 龚时旸
龚时旸（1927年1月6日—），浙江上虞人。中华人民共和国政治人物、工程师。

## 生平
1949年，毕业于交通大学土木系毕业，一直从事治理黄河的勘测、规划、设计、科研和管理工作。历任黄河水利委员会工程师、副总工程师，科技办公室主任，黄委会副主任、主任。高级工程师。主持完成黄河小浪底水利枢纽工程轮廓设计和修订黄河治理开发规划报告提要等，主编《中国农业百科全书·水利卷》水土保持篇。
1985年，获国家科学技术进步奖二等奖。1991年起享受国务院政府特殊津贴。中国水利学会第一届泥沙研究专业委员会副主任委员、第4届河南省水利学会副理事长。1979～1982年，国际陆地侵蚀委员会（ICCE）副主席，第7届河南省人大常委。1984年11月，担任黄河水利委员会主任。